# Haizhou (sockenhuvudort i Kina, Liaoning Sheng, lat 40,85, long 122,74)
Haizhou (kinesiska: 海州, 海州街道) är en sockenhuvudort i Kina. Den ligger i provinsen Liaoning, i den nordöstra delen av landet, omkring 120 kilometer sydväst om provinshuvudstaden Shenyang. Antalet invånare är 185 141. Befolkningen består av 91 646 kvinnor och 93 495 män. Barn under 15 år utgör 11,0 %, vuxna 15-64 år 79 %, och äldre över 65 år 8,0 %.
Runt Haizhou är det tätbefolkat, med 442 invånare per kvadratkilometer. Närmaste större samhälle är Haicheng, 0,60 km nordost om Haizhou. Trakten runt Haizhou består till största delen av jordbruksmark.
Genomsnittlig årsnederbörd är 976 millimeter. Den regnigaste månaden är juli, med i genomsnitt 249 mm nederbörd, och den torraste är januari, med 7 mm nederbörd.